# Ada Langworthy Collier
Ada Langworthy Collier (ur. 23 grudnia 1843 w Dubuque, zm. 6 sierpnia 1919) – amerykańska poetka.
Urodziła się w miejscowości Dubuque w stanie Iowa 23 grudnia 1843. Uczyła się w rodzinnym mieście, w szkole prowadzonej przez Catherine Beecher. Następnie uczyła się w Lasell Seminary w Auburndale w Massachusetts. Dyplom uzyskała w 1861 mimo poważnej choroby. W 1868 wyszła za mąż za Roberta Colliera. Miała jednego syna. Zmarła 6 sierpnia 1919. Jest znana przede wszystkim jako autorka poematu Lilith. The Legend of the First Woman (1885).